# Барассо

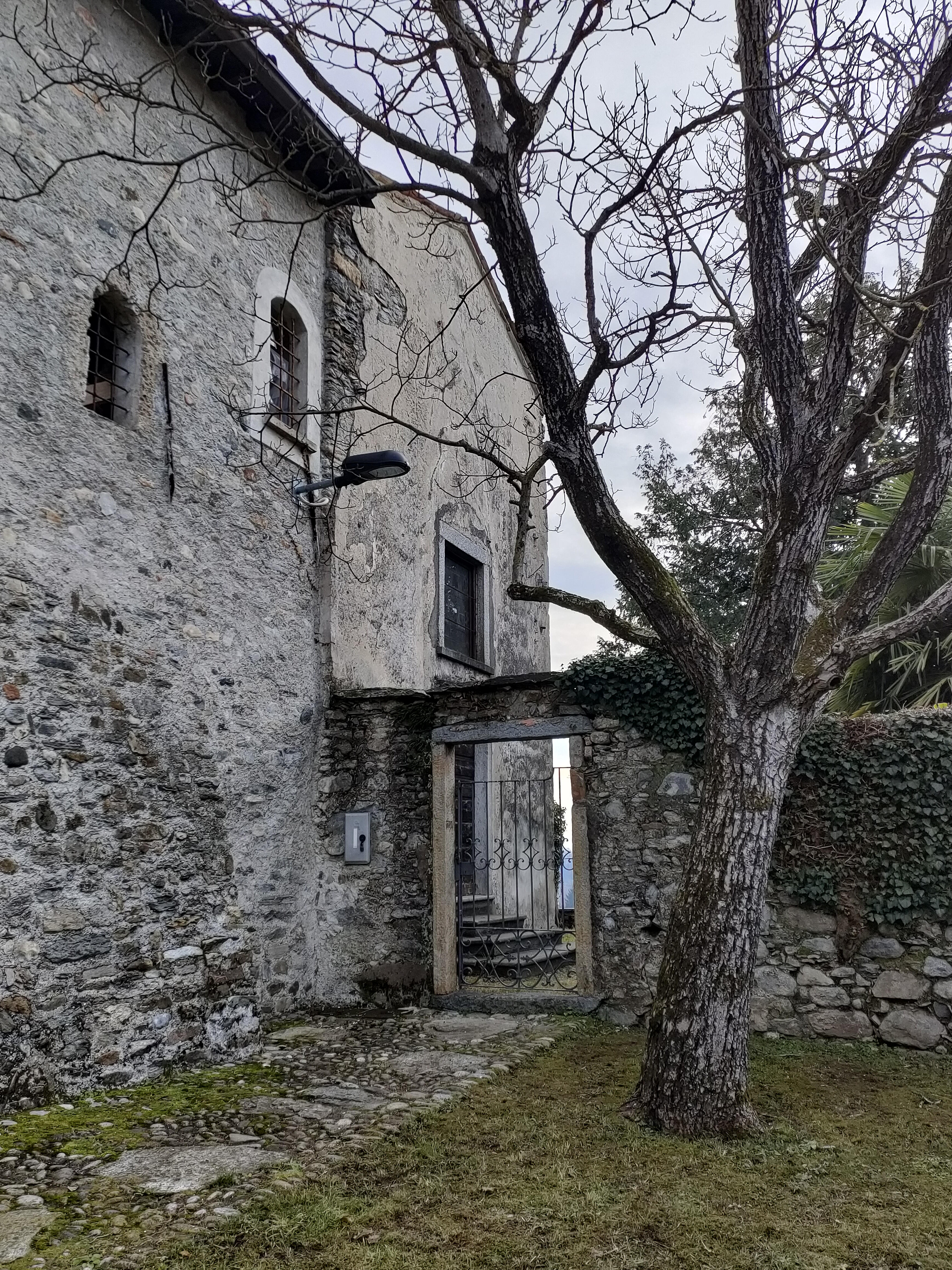
Церква Сант-Амброджо

Барассо (італ. Barasso) — муніципалітет в Італії, у регіоні Ломбардія, провінція Варезе.
Барассо розташоване на відстані близько 530 км на північний захід від Рима, 55 км на північний захід від Мілана, 6 км на захід від Варезе.
Населення — 1664 особи (2014).
Щорічний фестиваль відбувається 11 листопада. Покровитель — святий Мартин.

## Демографія
Населення за роками:

Станом на 1 січня 2023 року в муніципалітеті офіційно проживали 143 іноземці з 33 країн, серед них 46 громадян країн Євросоюзу та 10 громадян України.

## Сусідні муніципалітети
- Кашаго
- Кастелло-Каб'яльйо
- Комеріо
- Кувіо
- Гавірате
- Лувінате